# Matthew Abbott
Matthew Abbott est un photojournaliste et photographe documentaire indépendant australien né en 1984.
Il est désigné « Photographe de l’année 2022 » dans la catégorie Story of the Year au World Press Photo.

## Biographie
Matthew Abbott a effectué ses études en photojournalisme à la Danish School of Media and Journalism à Aarhus au Danemark, qu’il a complétées par un Master en photographie à l’université de Sydney.
Il est désigné « Photographe de l’année 2022 » dans la catégorie Story of the Year au World Press Photo pour un reportage au long cours qui documente « comment les Australiens autochtones d'Arnhem Land brûlent stratégiquement des terres pour protéger leur environnement, une pratique qui dure depuis des dizaines de milliers d'années ».
Membre du collectif de photographes Oculi, Matthew Abbott est basé à Sydney en Australie et son travail est diffusé par l’agence Panos Picture. Ses photos sont publiées par The New York Times, The Washington Post, Newsweek, Der Spiegel, GEO et Vogue.

## Collections publiques
Liste non exhaustive
- National Portrait Gallery Australia,
- Red Hook Gallery (New York),
- Musée de l’Elysée, Lausanne, Switzerland,
- Sordoni Gallery, Wilkes-Barre USA,
- Australian Centre of Photography,
- National Library of Australia
- Ethnologisches Museum collection, Berlin.
- La Gacilly

## Prix et distinctions
Liste non exhaustive
- 2018 : The Nikon-Walkley Journalism Award for Australian Daily life[1]
- 2019 : The Leica Photojournalism Award[1]
- 2020 : World Press Photo « Photo Contest, Spot News », 2e prix[3]
- 2022 : World Press Photo of the Year dans la catégorie Story of the Year [4],[2]